# Embalse de El Atazar
El embalse de El Atazar es el mayor de la Comunidad de Madrid: con una capacidad de 425,3 hm³, representa el 46 % del volumen embalsado de la región. Fue construido en 1972, siendo una de las obras más importantes durante la dictadura de Francisco Franco. Es el quinto embalse en el sentido de la corriente que se encuentra el río Lozoya a su paso y pertenece a la red del Canal de Isabel II.

## Historia
La construcción de la presa de El Atazar responde al intento de satisfacer las necesidades de abastecimiento de agua de la población madrileña cuando, a finales de los años 50 del pasado siglo, se sufre un importante período de sequía que hace temer el agotamiento de las reservas.

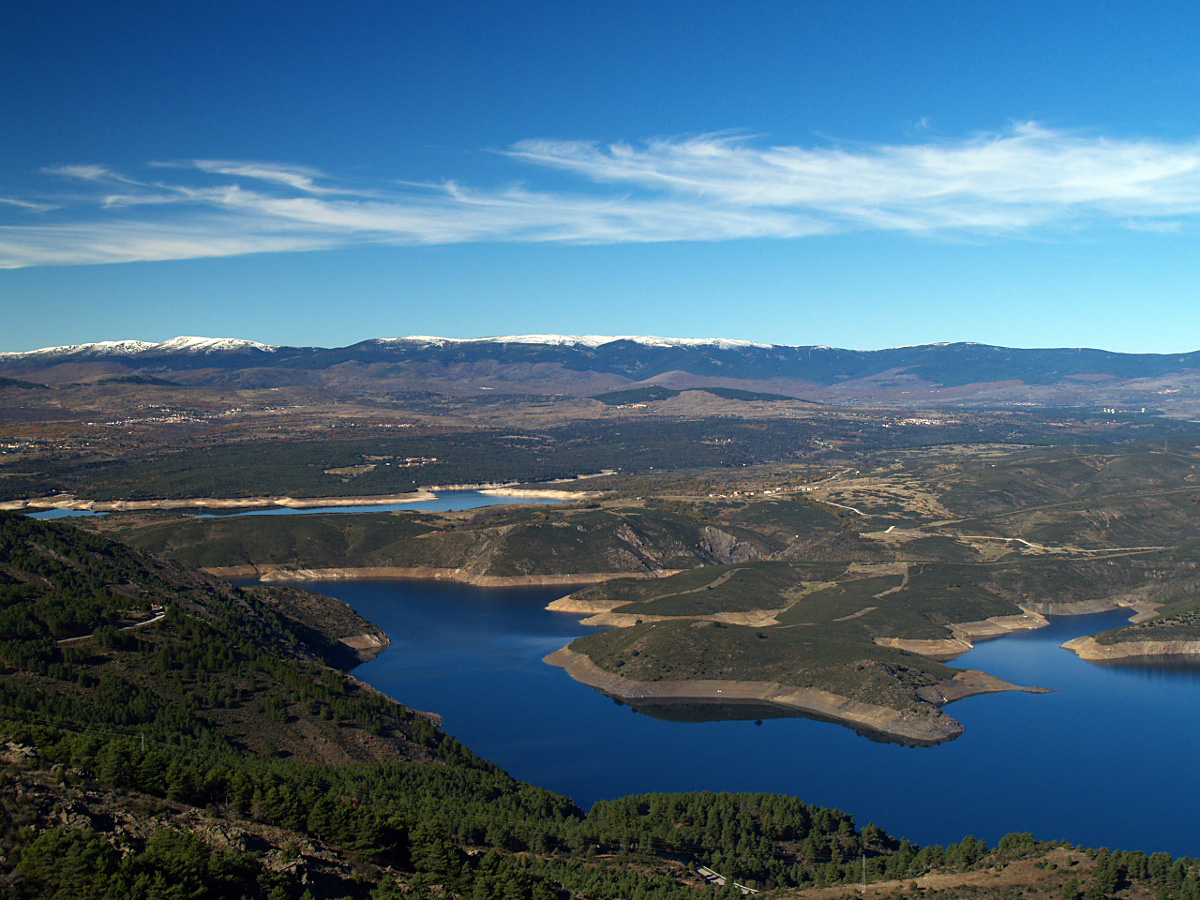
El embalse de El Atazar con la sierra de Guadarrama al fondo

La construcción se inició en 1965, siendo ministro de Obras Públicas Federico Silva Muñoz, con un presupuesto inicial que rondaba los mil millones de pesetas. En los trabajos intervino la empresa Entrecanales y Távora. Las obras se prolongaron hasta 1972, siendo éste el último embalse inaugurado por el dictador Francisco Franco. El coste final de la colosal obra quintuplicó las previsiones a causa de los problemas geotécnicos ocasionados por la litología de la zona y por una mala evaluación de la capacidad de soporte de las pizarras.
El diseño de la presa supuso un auténtico alarde técnico en la época, ya que fue de las primeras construidas en España con una bóveda de doble curvatura. Este diseño de la presa tiene la particularidad de enviar las cargas, al igual que una bóveda arquitectónica, hacia sus extremos o estribos, que apoyan sobre la roca de sustrato. Esto permite construir la presa empleando una cantidad sensiblemente inferior de hormigón respecto a las de gravedad, cuya masa ha de soportar la presión del agua. No obstante esta elección ha sido cuestionada por expertos en el tema que hubieran considerado más acertada la construcción de una presa de gravedad dada la litología presente.

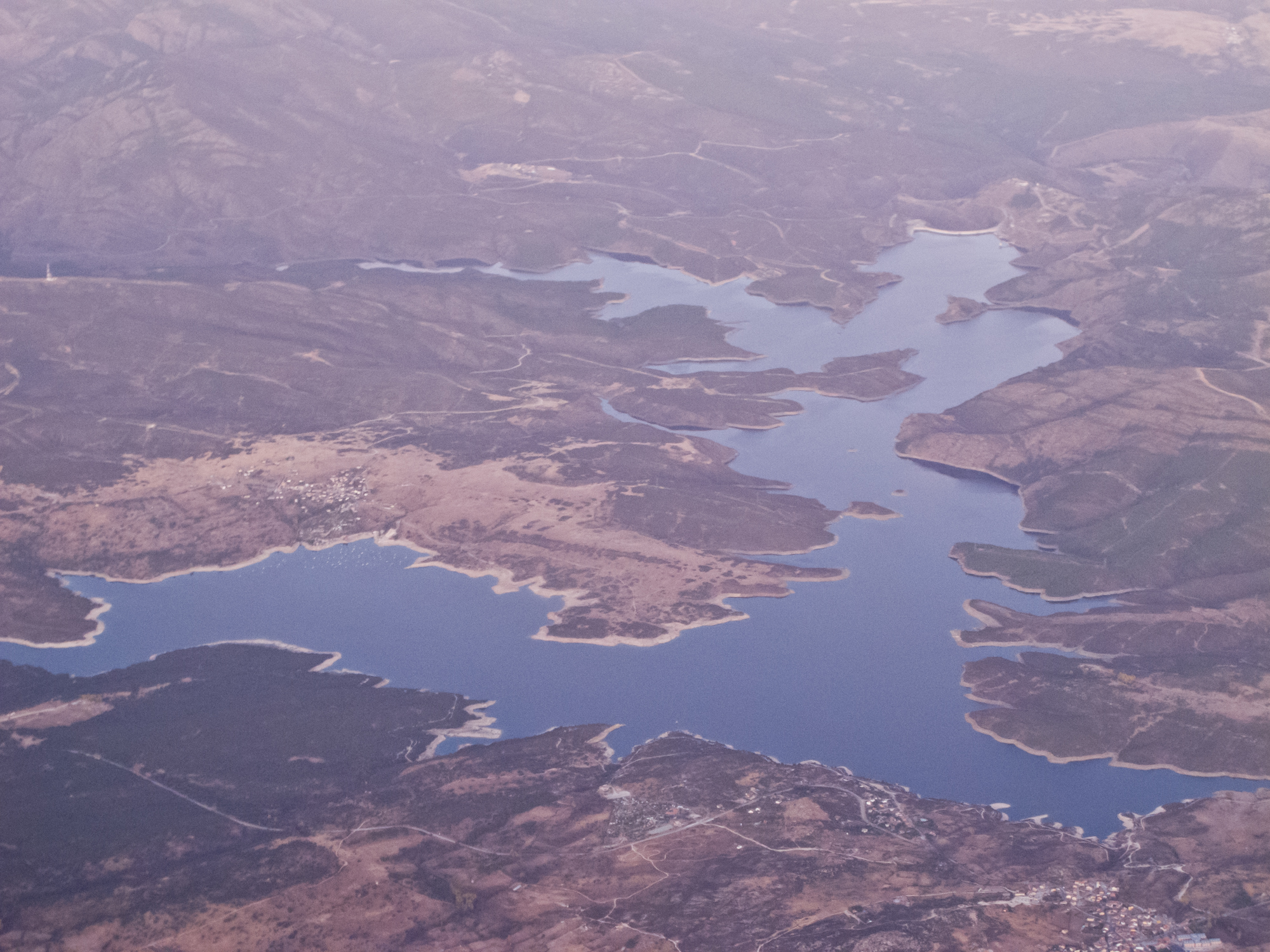
Vista aérea de El Atazar

Pero la litología de estos terrenos, compuestos por pizarras muy fisuradas, hacía que la presión del agua y su infiltración ocasionaran el derrumbe de las vertientes, lo que obligó a emprender la estabilización mediante la inyección de hormigón y construcción de una serie de vigas verticales y horizontales ancladas por bulones para consolidar la zona en la vertiente norte junto a la presa (el estribo de ese extremo contiene diez veces más hormigón que la fábrica de la propia presa). También se realizaron obras complementarias en la ladera derecha de la presa. Además, posee un sistema de auscultación de los más complejos existentes en las presas españolas, constituido por una sofisticada red de vigilancia mediante sensores (péndulos, extensómetros, manómetros...), capaz de abrir automáticamente los desagües en caso de sobrecarga. También cuenta con sensores láser situados en las galerías interiores que miden la flexión de la bóveda, la cual decrece al llenarse por efecto de la presión del agua.
Cerca del extremo sur de la presa se sitúa la torre de toma, que capta el agua del embalse a distinto nivel, seleccionando este según la situación del embalse, referida a la presencia de algas o sustancias no distribuidas homogéneamente, cuando el embalse se encuentra estratificado, o sencillamente para captar agua a menor temperatura en los meses cálidos, si las circunstancias antes mencionadas no lo desaconsejan.
La presa posee más de ocho kilómetros de galerías de inspección en su interior y en los cimientos y no fue hasta principios de la década de 1990 cuando se consiguió estabilizarla lo suficiente como para llegar a su llenado total. Hasta ese momento, nunca se había sobrepasado el 92 % de su capacidad.

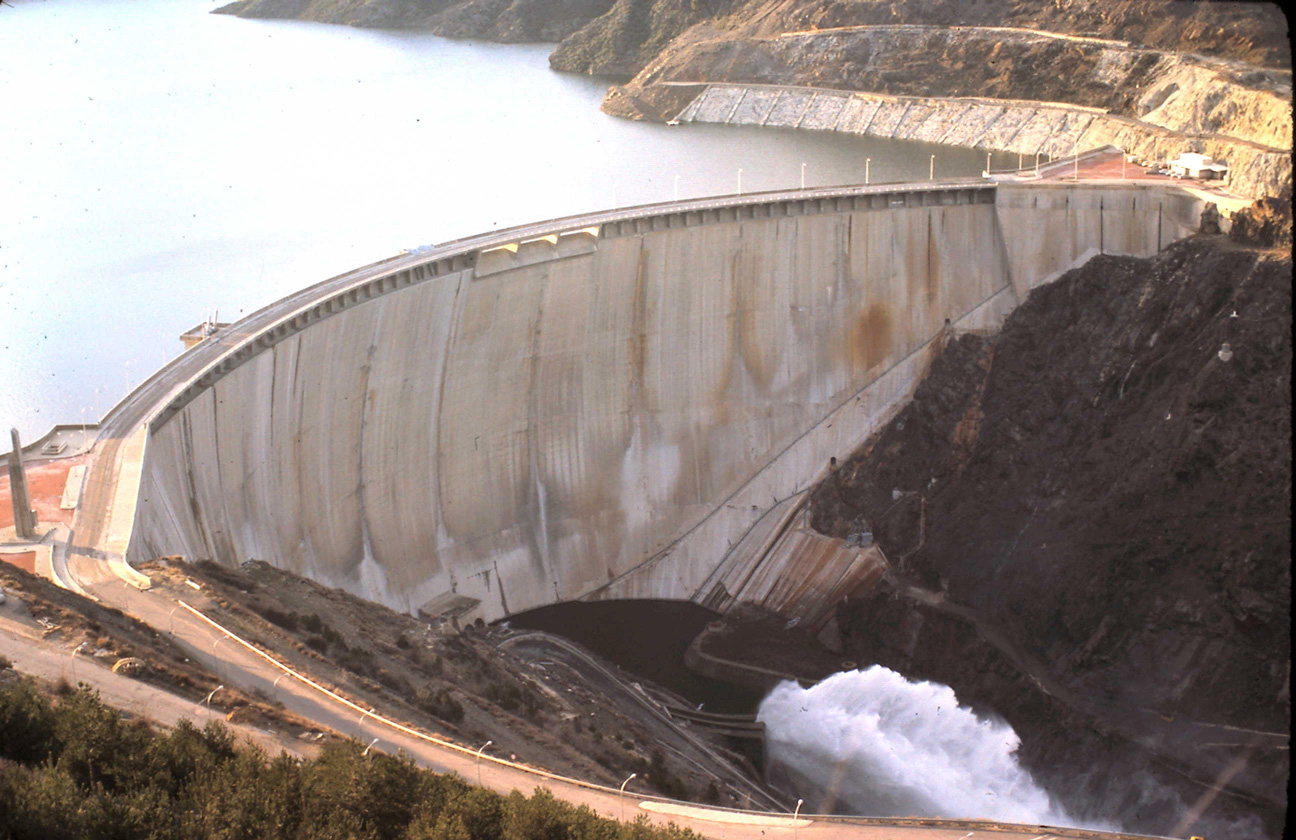
Desembalse en 1978 para controlar la fisura que se abrió en la presa

En el año 1972, al subir el nivel del embalse, se abrió una fisura en la presa a la cota 770 m que se trató desde la galería existente a dicha cota. Después de este tratamiento no aparecieron anormalidades hasta 1977. Pero a partir de ese momento la fisura empezó a dar agua por los drenes pasantes que se habían dejado en ella. En el mes de febrero de 1978 unas fuertes lluvias hacen que el embalse suba hasta quedar poco más de 1 metro para alcanzar el rebosadero, y el 18 de febrero el caudal de las pérdidas por los drenajes y la propia fisura alcanza los 150 l/s, observándose además la extensión de la fisura. Ante tales circunstancias se procede a bajar, mediante vertido, el nivel del embalse hasta que la situación de la fisura se estabiliza. Dado que el sistema de control de la estabilidad de la presa no proporcionaba más datos alarmantes, se estabilizó el nivel a 864 m, conservando 364 hm³. De haberse vaciado la presa, dada las aportaciones hidrológicas habidas los años siguientes, Madrid hubiera sufrido restricciones en el año 1981. Así pues y con esta cota se procedió a la reparación de la fisura por un procedimiento laborioso, que requirió, entre otras cosas, la intervención de buceadores trabajando a cerca de 100 metros de profundidad, y el uso de más de 88 000 kg de resinas. Los estudios posteriores a esta reparación parecían demostrar que la estabilidad de la presa no había resultado comprometida, pero en los siguientes años la presa fue usada con restricciones de llenado, más fuertes con aguas frías. Posteriormente se contrató a uno de los mayores expertos en la materia (Giovanni Lombardi) para estudiar el estado del embalse. En el año 1988, este experto dictamino que el embalse podía utilizarse sin las restricciones que hasta entonces se habían venido aplicando, pero finalmente se han seguido manteniendo hasta la fecha (año 2013) restricciones en la época invernal. En el año 1997 la Comisión de Desembalse de la Confederación Hidrográfica del Tajo estableció una limitación invernal en la cota 860 m s. n. m. pudiéndose alcanzarse en caso de avenidas la cota 862 de forma transitoria. Posteriormente hay propuestas para elevar esta cota de limitación invernal todavía no aceptadas, en el momento de esta edición.
En 1992 se instaló, dentro de la primera etapa del Plan Integral de Aprovechamiento del Recurso Hidroeléctrico del Canal de Isabel II, una minicentral eléctrica al final del tramo del canal a presión de salida del embalse, en las proximidades del sifón de Valdentales (Canal del Jarama). También se conexionó el canal del Jarama a esta minicentral, al objeto de poder turbinar el agua que viene por él, al trasvasarla al Canal de El Atazar. La instalación entró en servicio en 1994.
Actualmente, aparte de cumplir sus funciones de abastecimiento de agua y energía hidroeléctrica, el embalse es famoso también por la cantidad de deportes náuticos que en él se pueden practicar, ya que tiene permitida la navegación de embarcaciones sin motor. Otro de los alicientes de la zona es el elevado número de rutas existentes para practicar el senderismo.

## Paisaje y naturaleza
Los terrenos en los que se localiza el embalse, sobre pizarras, esquistos y cuarcitas, aparecen como relieves de no gran altitud, pero sí agrestes, con pendientes acusadas entre cumbres y profundos valles que dificultan las comunicaciones.
La vegetación natural de quercíneas, como roble y encina, en las zonas bajas y de pino salgareño en las más elevadas fueron eliminadas desde el siglo XVI para usar la madera como combustible y, también en un principio, para la construcción naval. También el clareo con fines agrícolas y, sobre todo, la creación de zonas de pasto para la ganadería, han sido responsables de la intensa deforestación que ha sufrido esta zona.

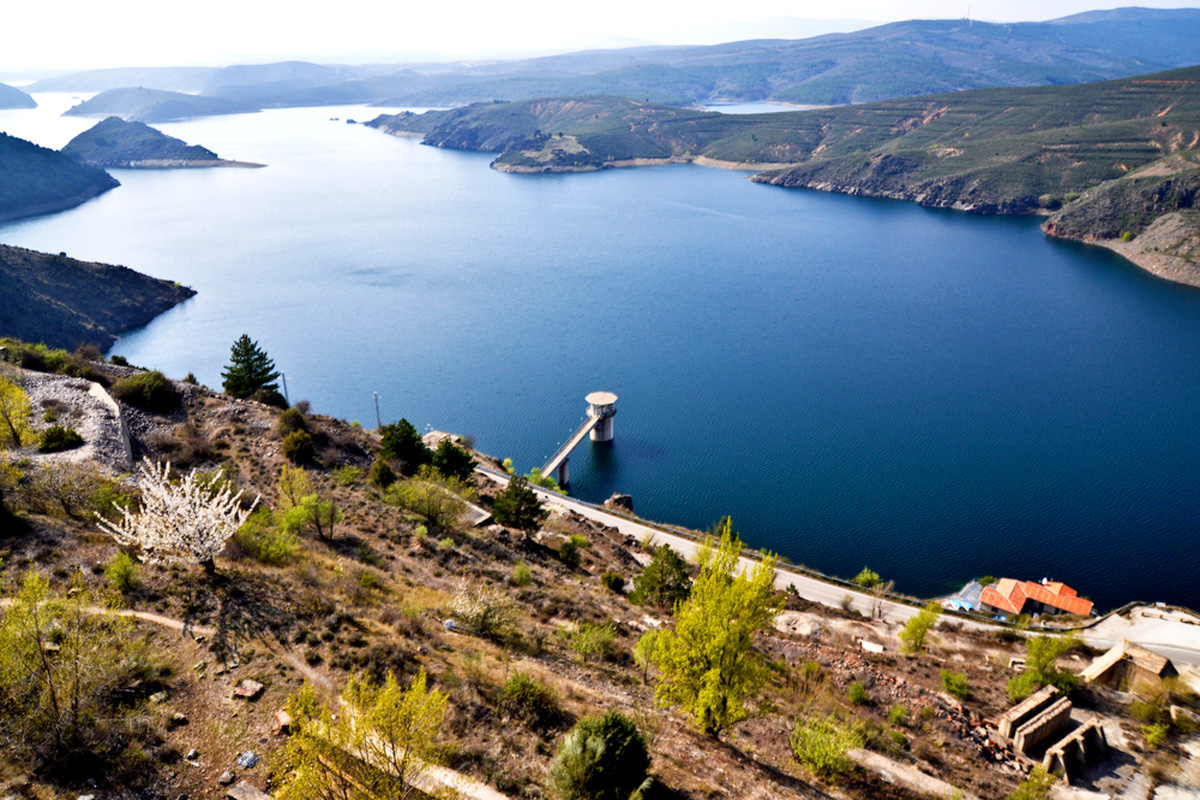
El embalse de El Atazar es también conocido como «el mar de Madrid»

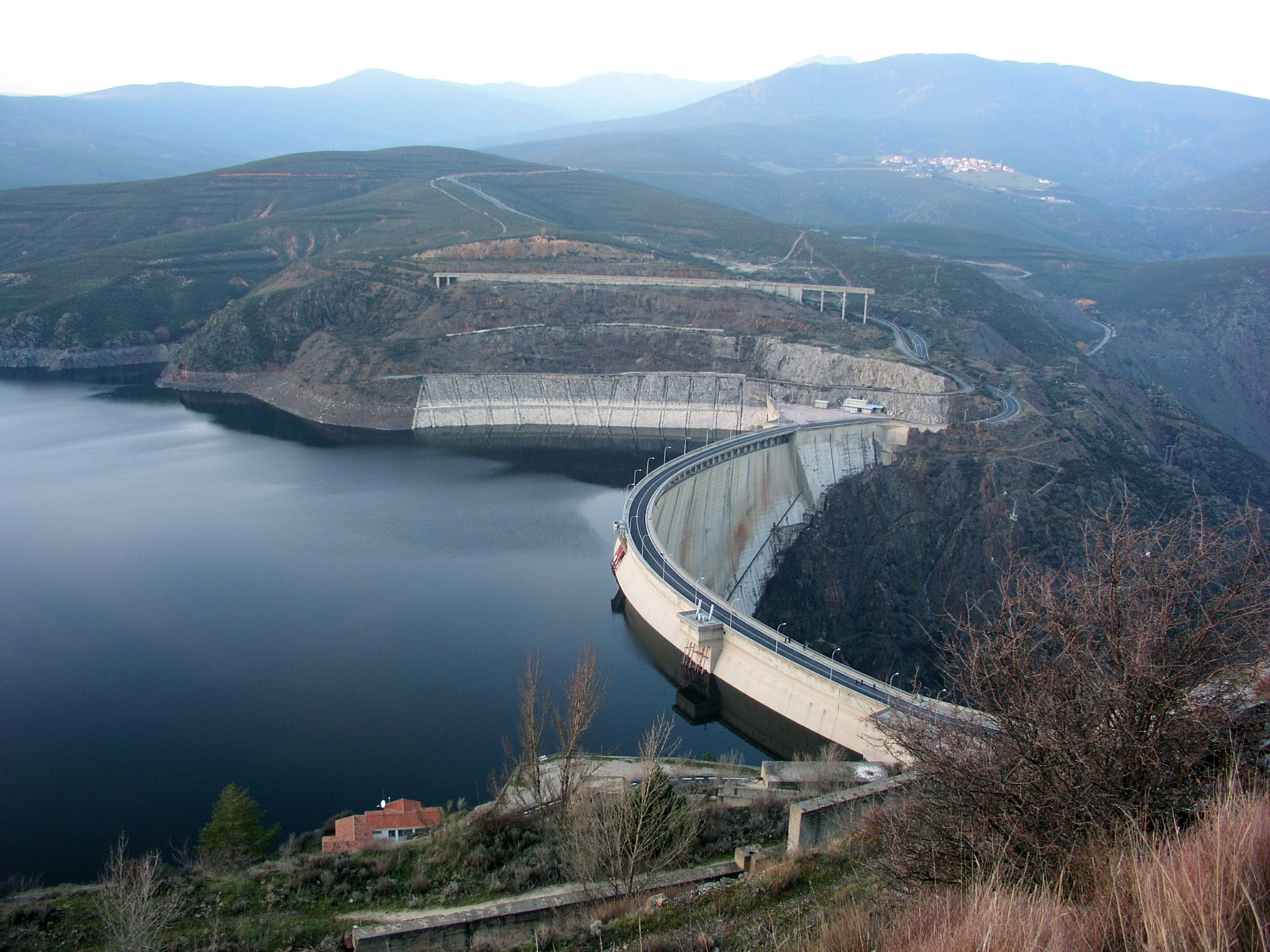
La presa de El Atazar, con el pueblo que le da nombre al fondo

Actualmente se aprecia una repoblación, realizada con fines tanto forestales como hidrológicos, con dos especies de pinos: el pino resinero (Pinus pinaster) y el pino silvestre (Pinus sylvestris), más abundante hacia El Berrueco. Es el primero de ellos una especie colonizadora muy agresiva y pirófila, que se ha introducido en muchos lugares con sustratos pobres o degradados. Dependiendo de la época, se podrán ver en los pinos numerosos nidos de la oruga de la procesionaria del pino (Thaumetopoea pityocampa).
La otra unidad de vegetación digna de mención es el bosque galería desarrollado a favor de la humedad edáfica del fondo del valle entre la presa de El Atazar y la del Pontón de la Oliva.
También han influido en la vegetación los cambios en los usos ganaderos: la ganadería tradicional en la zona practicaba las quemas periódicas para estimular el crecimiento de los pastos que mantenía las comunidades seriales de matorral como dominantes (jarales). La actual ausencia de ganadería extensiva de ovino está permitiendo una muy rápida (en términos ecológicos) reforestación natural de la zona. En la carretera hacia El Berrueco es posible ver cómo numerosos pies de enebro (Juniperus oxycedrus) están recolonizando los jarales.

## Detalles técnicos
La presa es de bóveda de doble curvatura, con una altura de 134 m sobre cimientos y una longitud de 484 metros en la coronación. Está construida en hormigón y su espesor varía entre los 45 metros de la base y los 7 m de la coronación.
La minicentral eléctrica está dotada con dos turbinas similares con las siguientes características:
Turbina Francis de eje vertical, caudal: 7,5 m³/s; Salto bruto máximo: 68,5 m; Potencia: 4780 kW.

## Floración dePlanktothrix rubescensen 2001

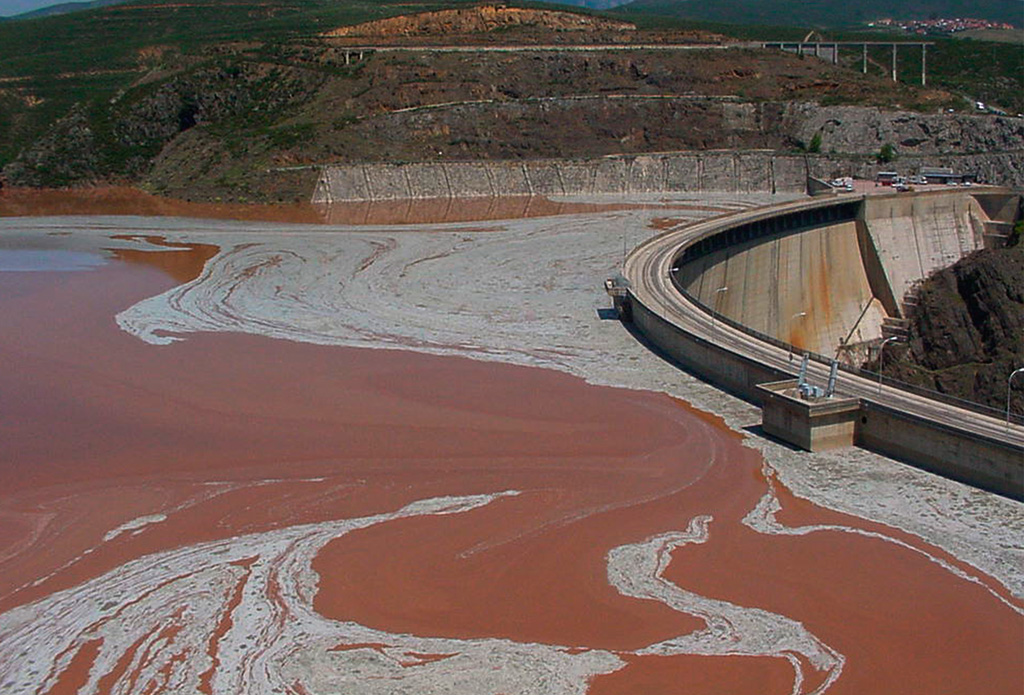
El Atazar teñido de rojo por la presencia de algas

Aunque las aguas que contiene este embalse habitualmente tienen una alta calidad, en el año 2001 se produjo un desarrollo excepcional de un alga actualmente denominada Planktothrix rubescens, y anteriormente Oscillatoria rubescens. Esta alga clasificada como cyanobacteria, grupo que también es conocido como algas verdeazuladas, paradójicamente presenta un color rojizo que hace que el agua que la contiene tome este color. Estas algas son propias de aguas que no presentan una contaminación elevada y hasta el año 2000, en que ya aparecieron de una forma menos llamativa en este mismo embalse, no se habían detectado en cantidades significativas en los embalses del Canal de Isabel II. Pero su desarrollo durante los meses de mayo y junio de 2001 hizo que las aguas del embalse se tiñeran de rojo a lo largo de prácticamente toda la superficie del embalse. Realmente las algas se encontraban situadas en una capa superficial de algunos metros de espesor, estando ausentes en las capas más profundas. Esto produjo una gran alarma pues algunas cepas de estas algas producen cianotoxinas. Afortunadamente la cepa que se desarrolló no generó estas toxinas en cantidades detectables. No obstante el Canal de Isabel II dejó de tomar agua de este embalse para el suministro durante unas semanas. Pasadas unas semanas las algas murieron espontáneamente originando sus restos una espuma superficial, que se concentró, llevada por el viento, junto al dique y en otros puntos localizados, donde se podía percibir un olor muy desagradable. El Canal de Isabel II utilizó camiones-chupona para retirar la espuma acumulada junto al dique. Unos días después y de forma espontánea también desapareció la espuma que se había acumulado en otros lugares.
Este incidente hizo que el Canal de Isabel II incrementara y modernizara el control limnológico de este embalse.